# Fegen (ort)

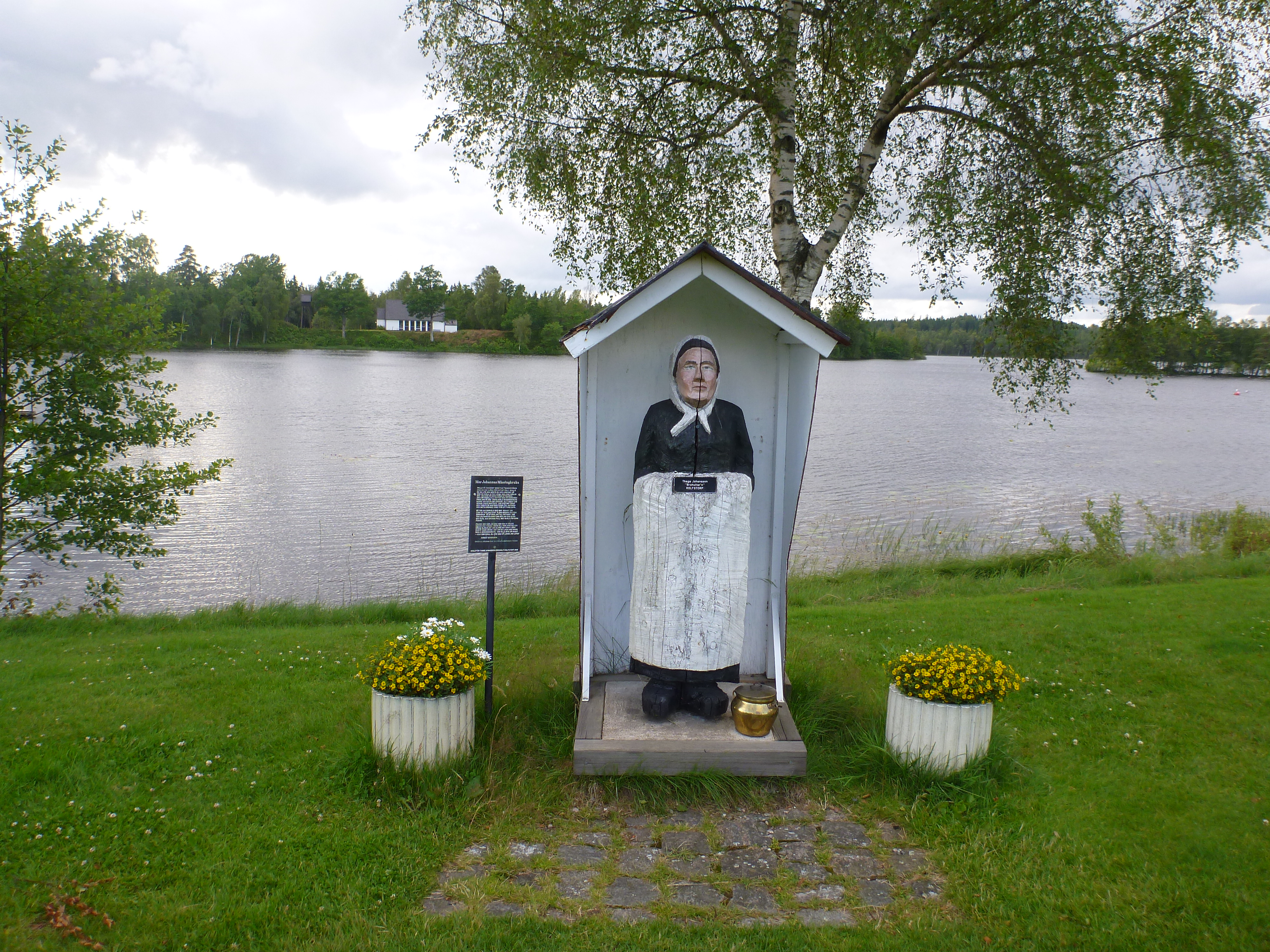
"Mor Johannas Mässingskruka"

Fegen är en ort i Gunnarps distrikt (Gunnarps socken) i nordöstra delen av Falkenbergs kommun, genomkorsad av Länsväg 153 Varberg-Ullared-Värnamo. Från 2015 räknas orten åter som tätort av SCB.
Det har funnits en järnväg från Fegen ner till Kinnared, Kinnared–Fegens Järnväg. Den invigdes 1885 men såldes senare till HNJ. Även västerut har det funnits järnväg, Fegen–Ätrans Järnväg som invigdes 1887. Station byggdes och fick namnet Fegen och därmed hade stationssamhället Fegen börja utvecklas. I anslutning till samhället byggdes fyra sågverk. 
Från vägkorsningen mitt i samhället leder mindre vägar söderut till Drängsered, Skogsgärde och Kinnared respektive Krogsered och norrut till Kalv. Orten domineras av sågverket men har även några mindre företag såsom en tillverkare av tillbehör till timmerbilar.
Fegensjöns strand har i stort sett lämnats orörd längs länsvägen. Ungefär mitt i sjöns nedre del (i höjd med Gunnarpsbyn Joarsbo) möts de tre landskapen Halland, Småland och Västergötland. 
Närheten till grannlandskapen har gjort Fegen till huvudort och handelsplats för åtskilliga smålänningar och västgötar. I maj arrangeras årligen Fegenfesten och i augusti hålls en musikfest.  
År 1960 invigdes Fegens kapell. 

## Befolkningsutveckling
| Befolkningsutvecklingen i Fegen 1960–2020                      | Befolkningsutvecklingen i Fegen 1960–2020 | Befolkningsutvecklingen i Fegen 1960–2020 | Befolkningsutvecklingen i Fegen 1960–2020 | Befolkningsutvecklingen i Fegen 1960–2020 |
| -------------------------------------------------------------- | ----------------------------------------- | ----------------------------------------- | ----------------------------------------- | ----------------------------------------- |
|                                                                |                                           |                                           |                                           |                                           |
| År                                                             |                                           |                                           | Folkmängd                                 | Areal (ha)                                |
| 1960                                                           | 1960                                      |                                           | 233                                       |                                           |
| 1965                                                           | 1965                                      |                                           | 231                                       |                                           |
| 1970                                                           | 1970                                      |                                           | 246                                       |                                           |
| 1975                                                           | 1975                                      |                                           | 225                                       |                                           |
| 1980                                                           | 1980                                      |                                           | 213                                       |                                           |
| 1990                                                           | 1990                                      |                                           | 225                                       | 47                                        |
| 1995                                                           | 1995                                      |                                           | 196                                       | 47#                                       |
| 2000                                                           | 2000                                      |                                           | 185                                       | 45#                                       |
| 2005                                                           | 2005                                      |                                           | 183                                       | 45#                                       |
| 2010                                                           | 2010                                      |                                           | 197                                       | 45#                                       |
| 2015                                                           | 2015                                      |                                           | 235                                       | 70                                        |
| 2020                                                           | 2020                                      |                                           | 242                                       | 70                                        |
| Anm.: Upphörde som tätort 1995. Åter tätort 2015 # Som småort. |                                           |                                           |                                           |                                           |

## Personer med anknytning till Fegen
- Krister Classon, komiker, skådespelare och komediförfattare.
- Lars Classon (son till Krister Classon), skådespelare och komediförfattare.